# Kingdom Come (Kingdom Come)
Kingdom Come è il primo album dei Kingdom Come, uscito nel 1988 per l'etichetta discografica Polydor Records.
L'album raggiunge la dodicesima posizione della Billboard 200 e viene premiato con il disco d'oro.

## Tracce
1. Living Out of Touch (Wolf, Wolff) 4:17
2. Pushin' Hard (Wolf, Wolff) 4:47
3. What Love Can Be (Wolf, Gowdy, Wolff) 5:14
4. 17 (Wolf, Wolff) 5:26
5. The Shuffle (Wolf, Stag, Wolff) 3:40
6. Get It On (Wolf, Wolff) 4:21
7. Now Forever After (Wolf, Kottak, Wolff) 5:36
8. Hideaway (Wolf, Frank, Wolff) 5:38
9. Loving You (Wolf, Stag, Wolff) 4:46
10. Shout It Out (Wolf, Wolff) 3:37

### Traccia aggiunta nella riedizione del 2004
- 11. Get It On (Wolf, Wolff)

## Formazione
- Lenny Wolf – voce
- Danny Stag – chitarra solista
- Rick Steier – chitarra ritmica
- Johnny B. Frank – basso
- James Kottak – batteria